# Walmart Express
Walmart Express, es un formato de supermercado creado en 2020 para México, en sustitución del formato de tienda Superama (creado en 1965), cambiando todas sus tiendas durante el periodo de 2021, utilizando el nombre que se utilizaba en Estados Unidos, bajo estilo de tienda hasta el año 2016 como retome de nombre.

## Historia
En octubre de 2020 surge este formato de tienda en México para la sustitución del antiguo formato de tienda que estaba utilizando Walmart de México: Superama, dejando sólo las tiendas Walmart, Bodega Aurrera y Sam's Club en su estilo de negocio.
Para este proceso Walmart hizo una inversión de aproximadamente 1,300 millones de pesos (mdp) para convertir la marca en formato Express, conservando la marca Superama de forma intelectual. Por lo que abriría su primera sucursal ubicada en el estado de Puebla, en la zona residencial Lomas del Valle, en 2021.
La primera tienda Superama transformada en Walmart Express fue la sucursal de Superama Obradores, en el municipio de Naucalpan de Juárez, en Estado de México inaugurada el 27 de noviembre del año 2020.En la misma fecha, en la ciudad de Mérida, Yucatán se inaugura la sucursal Walmart Express Mérida Oriente. En diciembre del mismo año contaba con 6 ubicaciones inauguradas bajo este nombre en México y el 14 de abril de 2021 reabrió 15 tiendas en Ciudad de México, Michoacán, Querétaro, Jalisco, Yucatán y Veracruz.Al mismo año se empieza con la expansión de su tercera sucursal en el Estado de México, en el municipio de Cuautitlán Izcalli (espacio donde anteriormente era un Vips).
En el mismo año, de forma oficial las tiendas de nombre Superama empiezan a desaparecer por completo hasta principios del año 2022 cuando las 93 ubicaciones de Superama se convirtieron en Walmart Express.
En octubre de 2022 Walmart Express inaugura su tienda número 100 en Paseo de las Pitahayas en Querétaro, con una inversión de 116 millones de pesos (mdp). En 2024 se abre la primera sucursal Walmart Express Plaza Celaya, en Celaya, Guanajuato.

## Formato de tienda
Su formato de tienda consiste principalmente en la venta al consumidor de artículos básicos del hogar, dirigidas principalmente al nivel socioeconómico medio-alto, el cual ofrece productos como frutas y verduras; abarrotes; vinos y licores; farmacia; panadería; pastelería; carnes y aves; pescados y mariscos; salchichonería; quesos y comida preparada, bajo un piso de venta promedio de 2,000 hasta los 2,500m2 aproximadamente.